# Мафусал (потомок Каина)
Мафусал — библейский персонаж, упоминаемый в Книге Бытия Ветхого Завета, сын Мехиаеля, праправнук Каина; отец Ламеха.

## Варианты написания имени
Помимо написания Мафусал встречаются написания: Метушаэль, Мафусаил, Матушел.